# Filmes de 1949 da Monogram Pictures

## Filmes do ano
| Título                              | Estrelado por     | Dirigido por     | Gênero   |
| ----------------------------------- | ----------------- | ---------------- | -------- |
| Across the Rio Grande               | Jimmy Wakely      | Oliver Drake     | Faroeste |
| Angels in Disguise                  | The Bowery Boys   | Jean Yarbrough   | Comédia  |
| Black Midnight                      | Roddy McDowall    | Budd Boetticher  | Ação     |
| Bomba on Panther Island             | Johnny Sheffield  | Ford Beebe       | Aventura |
| Bomba, the Jungle Boy               | Johnny Sheffield  | Ford Beebe       | Aventura |
| Brand of Fear                       | Jimmy Wakely      | Oliver Drake     | Faroeste |
| Crashing Thru                       | Whip Wilson       | Ray Taylor       | Faroeste |
| Fighting Fools                      | The Bowery Boys   | Reginald LeBorg  | Comédia  |
| Forgotten Women                     | Elyse Knox        | William Beaudine | Drama    |
| Gun Law Justice                     | Jimmy Wakely      | Lambert Hillyer  | Faroeste |
| Gun Runner                          | Jimmy Wakely      | Lambert Hillyer  | Faroeste |
| Haunted Trails                      | Whip Wilson       | Lambert Hillyer  | Faroeste |
| Henry, the Rainmaker                | Raymond Walburn   | Jean Yarbrough   | Comédia  |
| Hold That Baby!                     | The Bowery Boys   | Reginald LeBorg  | Comédia  |
| Incident                            | Warren Douglas    | William Beaudine | Suspense |
| Jiggs and Maggie in Jackpot Jitters | Joe Yule          | William Beaudine | Comédia  |
| Joe Palooka in the Big Fight        | Joe Kirkwood      | Cyril Endfield   | Comédia  |
| Joe Palooka in the Counterpunch     | Joe Kirkwood      | Reginald LeBorg  | Comédia  |
| Law of the West                     | Johnny Mack Brown | Ray Taylor       | Faroeste |
| Lawless Code                        | Jimmy Wakely      | Oliver Drake     | Faroeste |
| Leave It to Henry                   | Raymond Wilburn   | Jean Yarbrough   | Comédia  |
| Master Minds                        | The Bowery Boys   | Jean Yarbrough   | Comédia  |
| Mississippi Rhythm                  | Jimmie Davis      | Derwin Abrahams  | Musical  |
| Range Justice                       | Johnny Mack Brown | Ray Taylor       | Faroeste |
| Range Land                          | Whip Wilson       | Lambert Hillyer  | Faroeste |
| Riders of the Dusk                  | Whip Wilson       | Lambert Hillyer  | Faroeste |
| Roaring Westward                    | Jimmy Wakely      | Oliver Drake     | Faroeste |
| Shadows of the West                 | Whip Wilson       | Ray Taylor       | Faroeste |
| Sky Dragon                          | Roland Winters    | Lesley Selander  | Suspense |
| Temptation Harbor                   | Robert Newton     | Lance Comfort    | Drama    |
| The Wolf Hunters                    | Kirby Grant       | Budd Boetticher  | Aventura |
| Trail of the Yukon                  | Kirby Grant       | William Beaudine | Aventura |
| Trail’s End                         | Johnny Mack Brown | Lambert Hillyer  | Faroeste |
| Tuna Clipper                        | Roddy McDowall    | William Beaudine | Aventura |
| West of Eldorado                    | Johnny Mack Brown | Ray Taylor       | Faroeste |
| Western Renegades                   | Johnny Mack Brown | Wallace Fox      | Faroeste |